# Eddumailaram
Eddumailaram es una ciudad censal situada en el distrito de Sangareddy en el estado de Telangana (India). Su población es de 11759 habitantes (2011). 

## Demografía
Según el censo de 2011 la población de Eddumailaram era de 11759 habitantes, de los cuales 6318 eran hombres y 5441 eran mujeres. Eddumailaram tiene una tasa media de alfabetización del 87,66%, superior a la media estatal del 67,02%: la alfabetización masculina es del 93,39%, y la alfabetización femenina del 80,98%.